# Seltsó (Briansk)
|  | Per a altres significats, vegeu «Seltsó». |

Seltsó (en rus: Сельцо) és una ciutat de l'óblast de Briansk, a Rússia, segons el cens del 2021 tenia 15.906 habitants. La ciutat està constituïda per un ókrug urbà, és a dir, el territori de la ciutat forma una jurisdicció de segon nivell, tant administratiu com municipal, directament subordinada a l'óblast. Es troba a uns 5 km al nord-oest de la ciutat de Briansk, a la línia de ferrocarril que duu a Smolensk.

## Història
La vila fou fundada el 1876 com un poblat ferroviari de la línia de ferrocarril de Riga a Oriol. Durant els anys posteriors començaren a construir-s'hi serradores i el 1886 s'hi obrí una petita indústria metal·lúrgica. Com a conseqüència de la Revolució russa de 1905, s'hi establí un post de gendarmeria per prevenir aldarulls. El seu desenvolupament urbà començà durant les dècades de 1920 i 1930, quan la Unió Soviètica establí un centre industrial al qual anaren a treballar els camperols de la zona descontents amb la col·lectivització; en aquella època, la vila passà d'uns 600 a 8.000 habitants.
El 1935 s'hi establí una indústria militar, que féu que el 1938 adoptés l'estatus d'assentament de tipus urbà. La seva ubicació estratègica i el seu ús militar dugueren els invasors alemanys a cremar la vila el 1942, però les necessitats militars dels soviètics dugueren a la seva immediata reconstrucció el 1944. Durant les dècades posteriors es desenvolupà com una àrea perifèrica de Briansk, arribant a superar els 20.000 habitants durant l'últim quart del segle. Adoptà finalment l'estatus de ciutat el 1990.